# جنگل حفاظت‌شده اوزون-آک‌مات
جنگل حفاظت‌شده اوزون-آک‌مات (به لاتین: Uzun-Akmat Forest Reserve) یک جنگل حفاظت‌شده در قرقیزستان است که در استان جلال‌آباد واقع شده‌است.